# Sorilatholo
Sorilatholo – wieś w Botswanie w dystrykcie Kweneng. Według spisu ludności z 2011 roku wieś liczyła 897 mieszkańców.